# ウィリアム・フランクファーザー
ウィリアム・フランクファーザー（William Frankfather,  1944年12月28日 - 1998年12月28日）は、アメリカ合衆国の俳優である。

## 来歴
1944年、テキサス州のカーミット生まれ。スタンフォード大学で演劇の学士号を取得した後に、役者活動を開始。1978年にチェビー・チェイス、ゴールディ・ホーン主演のサスペンスコメディ映画『ファール・プレイ』で劇場映画デビュー。同作では長身な白髪の暗殺者ホワイティを演じて、印象を残している。1980年代に入るとさらに出演作品を増やし、テレビを中心にキャリアを構築。90年に入ると若きブラッド・ピットが主演の異色映画『クールワールド』やロバート・ゼメキス監督のコメディ映画『永遠に美しく…』などの作品へ出演している。

### 死去
1998年12月28日、肝疾患によりロサンゼルスにある病院で死去。54歳だった。

## 出演作品

### 映画
- ファール・プレイ Foul Play (1978)
- サンフランシスコ物語 Inside Moves (1980)
- ペニーズ・フロム・ヘブン Pennies from Heaven (1981)
- フラッシュポイント Flashpoint (1984)
- アラモベイ Alamo Bay (1985)
- スペースインベーダー Invaders from Mars (1986)
- ハリーとヘンダスン一家 Harry and the Hendersons (1987)
- 赤ちゃんはトップレディがお好き Baby Boom (1987)
- Defense Play (1988)
- ウォー・パーティ War Party (1988)
- 傷だらけのキャデラック Valentino Returns (1989)
- ロケッティア The Rocketeer (1991)
- クールワールド Cool World (1992)
- 永遠に美しく… Death Becomes Her (1992)
- リトル・シスター Little Sister (1992)
- ボーン・イエスタデイ Born Yesterday (1993)
- 男が女を愛する時 When a Man Loves a Woman (1994)
- マウス・ハント Mousehunt (1997)
- ラフドラフト/殺人実況報道 Rough Draft (1998)

### テレビドラマ
- 特攻野郎Aチーム The A-Team (1983)
- ヒルストリート・ブルース Hill Street Blues (1984)
- Dr.トラッパー Trapper John, M.D. (1985)
- 世にも不思議なアメージング・ストーリー / 『パパはミイラ』 Amazing Stories (1985)
- 探偵レミントン・スティール Remington Steele (1985)
- 冒険野郎マクガイバー MacGyver (1985)
- ダイナスティ Dynasty (1986)
- 私立探偵マイク・ハマー Mike Hammer (1987)
- ハイウェイ・トウ・ヘブン Highway to Heaven (1987)
- トワイライト・ゾーン The Twilight Zone (1987)
- スラップ・マックスウェル・ストーリー The Slap Maxwell Story (1988)
- フレディの悪夢 Freddy's Nightmares (1988)
- The Women of Brewster Place (1989)
- I Know My First Name Is Steven (1989)
- TVキャスター マーフィー・ブラウン Murphy Brown (1989)
- エイリアン・ネイション Alien Nation (1989)
- ハリウッド・ナイトメア  / 『The Secret』 Tales from the Crypt (1990)
- ドラグネット Dragnet (1990)
- ピケット・フェンス Picket Fences (1992)
- 反逆のヒーローレネゲイド Renegade (1994)
- The Adventures of Brisco County Jr. (1994)
- スタートレック:ディープ・スペース・ナイン Star Trek: Deep Space Nine (1994)
- メルローズ・プレイス Melrose Place (1994, 1995)
- ウイングス Wings (1995)
- NYPDブルー NYPD Blue (1996)
- ダークスカイ Dark Skies (1996)
- Any Day Now (1998)